# Street of Dreams
"Street of Dreams" é a uma canção do álbum Chinese Democracy, da banda americana de hard rock Guns N' Roses. Ela é a 4.ª faixa do álbum e foi tocada pela primeira vez no show da virada do ano de 2000/2001, quando a banda voltou à ativa. A música se inicia com uma introdução de piano feita pelo tecladista da banda, Dizzy Reed.

## Créditos
- Axl Rose - vocais
- Dizzy Reed - piano, backing vocals
- Tommy Stinson - baixo, backing vocals
- Chris Pitman - sintetizador, sub-baixo, programação
- Robin Finck, Buckethead - guitarras solo
- Richard Fortus, Ron "Bumblefoot" Thal, Paul Tobias - guitarras rítmicas
- Bryan Mantia - bateria

Músicos adicionais
- Paul Buckmaster, Marco Beltrami - orquestra